# Amara apachensis
Amara apachensis là một loài bọ cánh cứng trong chi Amara thuộc họ Carabidae.